# Bezodné
Bezodné je přírodní rezervace v katastrálním území obce Plavecký Štvrtok v okrese Malacky v Bratislavském kraji na Slovensku. Území bylo vyhlášeno v roce 1964 a jeho rozloha je 3,46 hektaru. Předmětem ochrany je soubor rostlinných společenstev slatiništního a olšového lesa, mokřadních a vodních společenstev, které jsou posledními zbytky původních přírodních útvarů oblasti Záhoří.